# Helsinki Open 2022
Die Helsinki Open 2022 fanden vom 22. bis zum 23. Oktober 2022 in Helsinki statt. Es war die 15. Austragung dieser internationalen Meisterschaften von Finnland im Badminton.

## Sieger und Platzierte
| Disziplin    | Gold                              | Silber                       | Bronze                           |
| ------------ | --------------------------------- | ---------------------------- | -------------------------------- |
| Herreneinzel | Juuso Kuoppala                    | Eetu Miettinen               | Eero Kiiski                      |
| Herreneinzel | Juuso Kuoppala                    | Eetu Miettinen               | Jesse Siilasmaa                  |
| Dameneinzel  | Isabel Wang                       | Annika Vokkolainen           | Laura Jalli                      |
| Dameneinzel  | Isabel Wang                       | Annika Vokkolainen           | Iina Soini                       |
| Herrendoppel | Jarmo Raninen Lauri Valli         | Mika Koskenneva Eemi Seppälä | Anton Blomqvist Konsta Mäkelä    |
| Herrendoppel | Jarmo Raninen Lauri Valli         | Mika Koskenneva Eemi Seppälä | Tyko Aakko Jesse Siilasmaa       |
| Damendoppel  | Emilia Ojala Paula Oksanen        | Laura Jalli Selma Kääriäinen | Kaisa Aarnio Laura Ijas          |
| Damendoppel  | Emilia Ojala Paula Oksanen        | Laura Jalli Selma Kääriäinen | Emmi Heikkinen Michaela Ramstedt |
| Mixed        | Emmi Heikkinen Jesper von Hertzen | Laura Ijas Mikko Antell      | Alicia Gras Duc Bao Chu          |
| Mixed        | Emmi Heikkinen Jesper von Hertzen | Laura Ijas Mikko Antell      | Annmarie Oksa Janne Oksa         |